# 치폴레 멕시칸 그릴

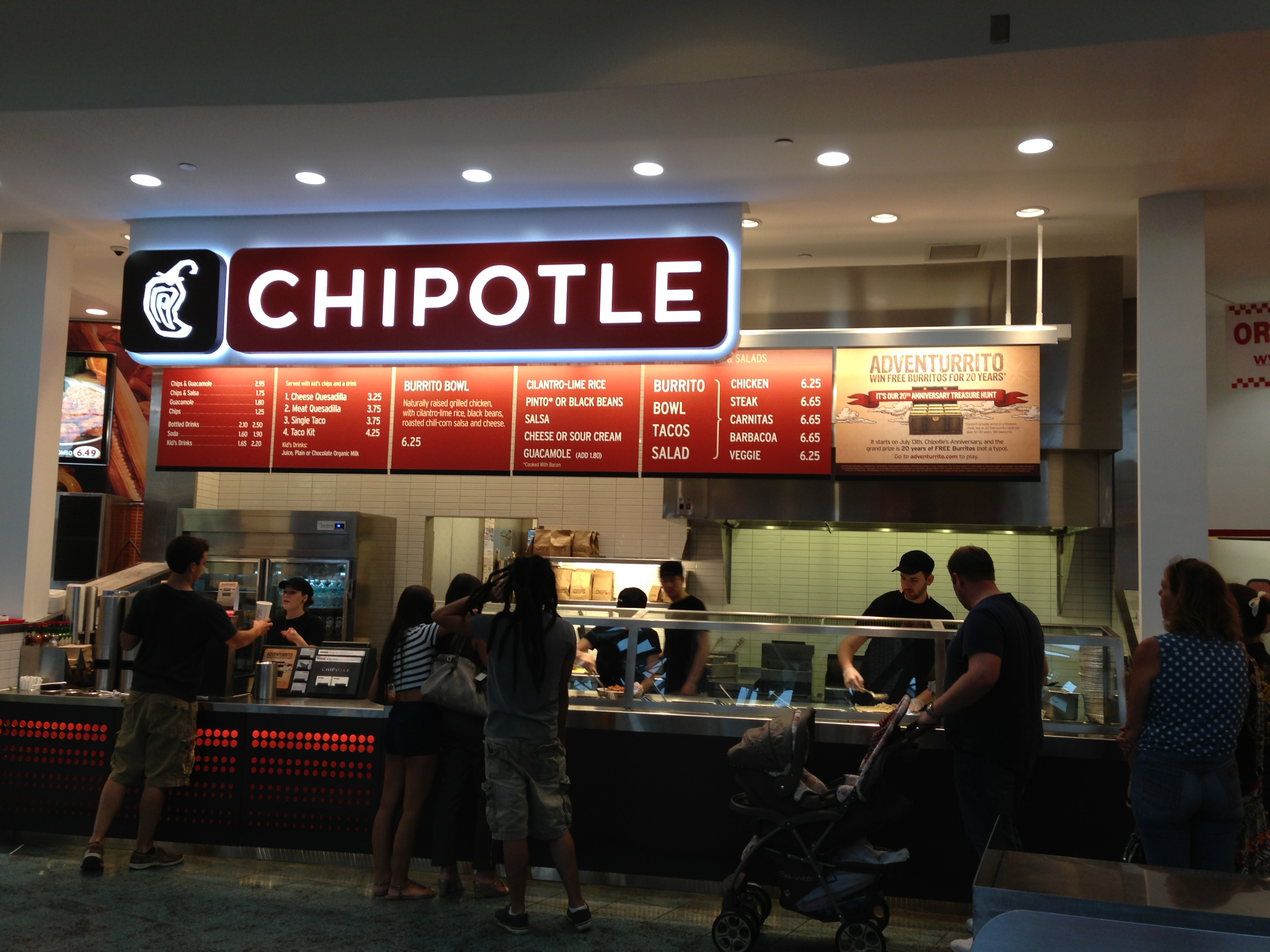
플로리다주에 있는 치포틀레 멕시칸 그릴

치포틀레 멕시칸 그릴(영어: Chipotle Mexican Grill 치포틀레 멕시칸 그릴[*])은 미국 캘리포니아주 뉴포트비치에 본사가 있는 멕시코풍의 패스트푸드 체인점이다. 1993년에 콜로라도주 덴버에서 처음 열었으며, 현재 1,700여개의 매장을 운영하고 있다.

## 논란
2015년, 미국 내에서 400여명의 손님들이 치포틀레에서 음식을 먹고 식중독이 발생한 사태가 일어나 논란이 되었으며, 그 결과 매출이 감소하기도 하였다.